# Bredsjön (Döderhults socken, Småland)
Bredsjön är en sjö i Oskarshamns kommun i Småland och ingår i Viråns huvudavrinningsområde. Sjön är 33 meter djup, har en yta på 0,317 kvadratkilometer och är belägen 50,2 meter över havet. Sjön avvattnas av vattendraget Virån.

## Delavrinningsområde
Bredsjön ingår i det delavrinningsområde (636014-153136) som SMHI kallar för Utloppet av Bredsjön. Medelhöjden är 62 meter över havet och ytan är 6,94 kvadratkilometer. Räknas de 6 avrinningsområdena uppströms in blir den ackumulerade arean 134,94 kvadratkilometer. Virån som avvattnar avrinningsområdet har biflödesordning 2, vilket innebär att vattnet flödar genom totalt 2 vattendrag innan det når havet efter 15 kilometer. Avrinningsområdet består mestadels av skog (89 procent). Avrinningsområdet har 0,37 kvadratkilometer vattenytor vilket ger det en sjöprocent på 5,3 procent.